# Tripterospermum australe
Tripterospermum australe är en gentianaväxtart som beskrevs av Jin Murata. Tripterospermum australe ingår i släktet Tripterospermum och familjen gentianaväxter. Inga underarter finns listade i Catalogue of Life.